# Centrumdemokraternes Ungdom
Centrumdemokraternes Ungdom (CDU) er en tidligere dansk politisk ungdomsorganisation, som var tilknyttet Centrumdemokraterne. Organisationen blev grundlagt i 1982. CDU's sidste formand var Anna-Sigrid Pii Svane. CDU udgav medlemsbladet Midterrabatten.

## Formænd
| Periode   | Formand                |
| --------- | ---------------------- |
| 1982-1984 | Stig Nielsen           |
| 1984-1986 | Lars-Peter Pedersen    |
| 1986-1988 | Leif Hein Jørgensen    |
| 1988-1992 | Jesper Brønnum         |
| 1992-1993 | Sune Borgen Uldall     |
| 1993-1994 | Steen Lund Olsen       |
| 1994-1996 | Hans Olav Nymand       |
| 1996-1997 | Carlos Villaro Lassen  |
| 1997-1999 | Jacob de Tusch-Lec     |
| 1999-2001 | Regitze Rugholm        |
| 2001-2003 | Troels Krarup Frandsen |
| 2003-2004 | Lars Richard Rasmussen |
| 2004-2006 | Anne Sigrid Piil Svane |